# Station Kishibe
Station Kishibe (岸辺駅, Kishibe-eki) is een spoorwegstation in de Japanse  stad Suita. Het wordt aangedaan door de JR Kioto-lijn. Het station heeft vier sporen, waarvan sporen één en vier bestemd zijn voor doorgaande treinen. 

## Treindienst

### JR West
| 1 | ■ Doorgaande treinen |                                         |
| 2 | ■ JR Kioto-lijn      | richting Osaka, Shin-Osaka en Sannomiya |
| 3 | ■ JR Kioto-lijn      | richting Takatsuki en Kioto             |
| 4 | ■ Doorgaande treinen |                                         |

## Geschiedenis
Het station werd in 1947 geopend. In 1970 werd het oude station vervangen. 

## Overig openbaar vervoer
Bussen van Hankyu binnen Suita.

## Stationsomgeving
- Station Shojaku aan de Hankyu Kyoto-lijn
- Osaka Gakuin Universiteit
- Universiteit voor sociale wetenschappen Osaka
- Kunei vrouwenuniversiteit Osaka (voor verkorte trajecten)
- Hoofdkantoor van Oppen Cosmetics
- Izumiya (supermarkt)
- McDonald's
- Kishibe Station Hotel
- Lawson

(Biwako-lijn<<) · Kyoto · Nishiōji · Katsuragawa · Mukōmachi · Nagaokakyō · Yamazaki · Shimamoto · Takatsuki · Settsu-Tonda · Ibaraki · Senrioka · Kishibe · Suita · Higashi-Yodogawa ·  Shin-Ōsaka · Ōsaka · (>>JR Kōbe-lijn) 